# Ankarimbary
Ankarimbary is een plaats en gemeente in Madagaskar gelegen in het district Vohipeno van de regio Vatovavy-Fitovinany. Er woonden bij de volkstelling in 2001 ongeveer 8000 mensen.
In de plaats is basisonderwijs beschikbaar. 94% van de bevolking is landbouwer en 4% houdt zich bezig met de veeteelt. Het belangrijkste gewas is rijst en koffie, maar er wordt ook lychees en cassave verbouwd. 1% van de bevolking is werkzaam in de dienstensector en de overige 1% van de bevolking voorziet in zijn levensbehoefte via de visserij.